# Elaphoglossum pachyrrhizum
Elaphoglossum pachyrrhizum är en träjonväxtart som beskrevs av John T. Mickel. Elaphoglossum pachyrrhizum ingår i släktet Elaphoglossum och familjen Dryopteridaceae. Inga underarter finns listade.